# Lucas Píriz
Lucas Píriz (Concepción del Uruguay, Entre Ríos, 18 de octubre de 1806-Paysandú, 2 de enero de 1865) fue un militar rioplatense del Partido Blanco muerto en la Defensa de Paysandú.

## Biografía
Chacrero en la zona de Paysandú, se sumó a la Cruzada Libertadora de 1825 y peleó hasta el fin del conflicto con Brasil en 1828. Integrado al ejército luchó en respaldo del presidente Fructuoso Rivera contra el levantamiento de 1832 de Juan Antonio Lavalleja.
Trasladado en 1836 a Paysandú, donde actuaban también como militares sus hermanos, combatió en favor del gobierno de Manuel Oribe contra la rebelión de Fructuoso Rivera. Era empleado doméstico cuando la derrota de 1838 y abandonó el país tras Oribe. En Argentina hizo toda la campaña de los federales bajo las órdenes de Oribe y en 1847 se destacó en la toma de Salto, actuando en filas de Servando Gómez.
Apoyó a Justo José de Urquiza cuando éste se volvió contra Oribe en 1851 y puso fin a la Guerra Grande. Jefe Político de Salto en 1855, luchó luego contra la revolución de Flores y fue ascendido a coronel destinado a Paysandú, le cupo el mérito de organizar la defensa de la ciudad, que esperaba ser asaltada y luego cedió el mando al Cnel. Leandro Gómez.
Formalizado el Sitio de Paysandú, en 1864, participó en la resistencia junto a Leandro Gómez. Fue herido de un disparo el 1 de enero de 1865, poco antes de la caída de la plaza y falleció al día siguiente.
- Datos: Q5981934